# Livsvarigt fængsel
Livsvarigt fængsel eller fængsel på livstid er en tidsubestemt fængselsstraf, der kan vare op til hele den dømtes resterende liv; de facto varierer perioden mellem jurisdiktionerne. Ofte kan de dømte ansøge om benådning eller prøveløsladelse efter en bestemt periode.
Livsvarigt fængsel idømmes blandt andet for mord, voldtægt, brandstiftelse, handel med narkotika samt terrorhandlinger. I næsten alle jurisdiktioner uden dødsstraf er livsvarigt fængsel den strengeste straf. Nogle lande har dog ophævet begge strafformer – det drejer sig bl.a. om Norge, Kroatien og Portugal.

## Livsvarigt fængsel verden over
Officielt er der i 183 lande verden over mulighed for at idømme livsvarigt fængsel. Globalt har antallet af personer med en livstidsstraf været kraftigt stigende i 2000-tallet. I 2000 ansloges der at være ca. 161.000 livstidsfanger verden over, mens tallet i 2014 var 479.000 personer. Heraf var omkring 200.000 eller 40 % indsatte i USA.
Portugal var det første land i verden, der afskaffede muligheden for at idømme livsvarigt fængsel. Det skete i 1884. Siden da har en række andre lande fulgt efter og ligeledes afskaffet straffen, således Mexico, Spanien, Vatikanet, Norge, Serbien, Mozambique, Republikken Congo og de fleste lande i Syd- og Centralamerika.

## Livsvarigt fængsel i Danmark
I Danmark har fængsel på livstid siden 1. januar 1933, da den nuværende straffelov af 15. april 1930 trådte i kraft, udgjort lovens strengeste straf. I den militære straffelov var dødsstraf dog den strengeste frem til den 3. maj 1978.
Livstid skal i princippet tages bogstaveligt, men livstidsdømte afsoner gennemsnitligt 17 år i fængsel.
Det er kun nogle ganske bestemte forbrydelser, hvor man kan få en livstidsdom i Danmark, deriblandt mord; landsforræderi; brug af vold eller trusler mod Folketinget, Regeringen, Rigsretten eller Højesteret så deres handlefrihed er sat ud af kraft; terrorisme; og særlig alvorlig brandstiftelse eller frigivelse af radioaktive stoffer (der er desuden en række andre forbrydelser, hvor man ikke kan få en livstidsdom, men kan få en forvaringsdom; begge straftyper er tidsubestemte). Der er ingen klare regler for hvilken typer mord, hvor livsvarigt fængsel kommer i betragtning (i stedet for en tidsbestemt straf), men i praksis har især drab på børn, rovmord, bandedrab samt dobbeltdrab eller flere drab medført lovens strengeste straf. I nyere dansk retshistorie er alle med en livstidsdom dømt for drab, med undtagelse af to sager: I 2022 fik syv bandemedlemmer livstid for at planlægge og forsøge at udføre et særlig voldsomt dobbeltdrab (ofrene overlevede), og i 2023 fik syrienkrigeren Ahmad Salem El-Haj livstid for landsforræderi og terrorisme.
En person der var under 15 år gammel, da forbrydelsen blev begået er under den kriminelle lavalder, og kan derfor ikke idømmes fængselsstraf, hvorimod en person der var mindst 15 år men under 18 år kan idømmes en tidsbestemt fængselsstraf eller forvaring, men ikke livstid (§ 33 Stk. 3).

### Prøveløsladelse
Begrebet livsvarigt skal teoretisk opfattes bogstaveligt, dog er der i Straffelovens § 41 angivet, at der efter 12 års afsoning af justitsministeren skal tages stilling til, om den dømte skal prøveløslades, samtidig med at der fastsættes en prøvetid, der ikke må overstige 5 år. Formelt kan Kongen ifølge Grundloven tilstå en benådning, men det er ikke sket i praksis siden vedtagelsen af Straffuldbyrdelseslovens ikrafttræden i 2001.
Hvis der gives afslag på prøveløsladelse, skal der foretages en ny vurdering senest efter et år. Efter 14 års afsoning får den dømte mulighed for at få domstolsprøvet et afslag på prøveløsladelse og derefter hver gang en prøveløsladelse afslås. Hvorvidt en livstidsdømt kan prøveløslades beror blandt andet på om vedkommende stadig udgør en fare, og om vedkommende vil være i stand til at leve kriminalitetsfrit uden for fængslets mure. En vurdering af afsoningens forløb indgår også i vurderingen, ligesom både Rigsadvokaten og Retslægerådet inddrages.
I perioden fra august 1985 til april 1999 blev 13 livstidsdømte løsladt ved benådning. Den gennemsnitlige varighed af frihedsberøvelsen har for disse 13 dømte været 16 år og 9 måneder. Afsoningsperioden for livstidsdømte har generelt været stigende i de sidste årtier, og en undersøgelse der dækkede 1985 til 2018 viste, at gennemsnittet nu var 17 år. Samtidig blev kun fire livstidsfanger løsladt fra 2013 til 2023. Pr 1. maj 2024 afsoner 50 personer en livstidsdom.

## Livstidsdomme i Danmark

### Længst siddende livstidsdømte
Note: tabellen medregner også den tid personen sad varetægtsfængslet.
| Navn                     | Årstal fængslet | Status              | Varighed                           | Beskrivelse |
| ------------------------ | --------------- | ------------------- | ---------------------------------- | --- |
| Naum Conevski            | 1984            | Afsoner livstidsdom | 40 år og 247 dage                  | Naum Conevski blev idømt fængsel på livstid i 1985 for dobbeltdrab. Han blev anholdt og sigtet for dobbeltdrab den 23. juli 1984. I 1988 blev han overført til Sikringsanstalten i Nykøbing Sjælland efter at være blevet erklæret sindssyg. Farlighedsdekretet blev dog ophævet i 1998, hvor han blev flyttet til Psykiatrisk Center Sct. Hans, hvor han i dag stadig afsoner sin livstidsdom. |
| Seth Sethsen             | 1985            | Afsoner livstidsdom | 39 år og 156 dage                  | Seth Sethsen blev anholdt den 22. oktober 1985 for rovmord på en taxachauffør. Sethsen blev i 1986 idømt fængsel på livstid for at have begået rovmord mod taxachaufføren Kurt Gaarn-Larsen den 19. oktober 1985 i Albertslund. Han afsoner fortsat sin livstidsdom i Herstedvester Fængsel. |
| Steen Viktor Christensen | 1991            | Afsoner livstidsdom | 33 år og 178 dage                  | Christensen blev anholdt 30. september 1991 og sigtet for en serie væbnede røverier. Den 1. juni 1992 blev han idømt 12 års fængsel ved Retten i Gentofte for 95 kriminelle forhold, heraf 10 gidsel-røverier med et udbytte på 5,5 millioner kr. og et røveriforsøg samt voldtægt. Under afsoningen i Vridsløselille Statsfængsel styrede han sammen med en dømt narkobagmand indsmugling af heroin fra Thailand i udhulede bøger og konservesdåser. Det kostede ham endnu tre års fængsel. Da han havde afsonet seks år ud af sine to domme på samlet 15 års fængsel, fik han lov at komme på udgang uden ledsager. Han tog til Finland hvor han den 22. oktober 1997 begik et røveri, hvor han dræbte to politibetjente. Den 7. maj 1998 blev han idømt livsvarigt fængsel i Helsingfors Tingsrätt og i november samme år blev han diskret overført til Danmark til afsoning af livstidsdommen. |
| Palle Sørensen           | 1965            | Døde i 2018         | 32 år og 225 dage (løsladt i 1998) | Palle Sørensen sad 32 år i fængsel, efter at han i 1965 skød og dræbte fire politibetjente, da han var på flugt fra politiet. Sørensen blev i 1966 idømt fængsel på livstid for drabene. Han afsonede 32 år, 7 måneder og 15 dage i henholdsvis Vridsløselille, Nyborg, Sønder Omme og kriminalforsorgens pension i Lyng, og han var i mange år den dansker, som havde siddet længst tid i fængsel. Den 4. maj 1998 blev han benådet, 71 år gammel. |
| William Brorson          | 1946            | Døde i 2006         | 32 år (løsladt i 1978)             | William Brorson blev i 1946 idømt fængsel på livstid for dobbeltdrab. Brorson sad i fængsel i 32 år, før han blev løsladt i 1978. I 2006 døde han på Svendborg Sygehus efter at have levet lovlydigt efter sin afsoning. |
| Claus Berggren           | 1976            | Døde i 2002         | 25 år (døde i fængsel)             | Berggren blev i 1977 idømt fængsel på livstid for to børnedrab. Han blev anholdt i 1976 for drabet på den 15-årige Connie Lund Koue i Randers. Da Berggren blev afhørt, aflagde han også tilståelse om, at han fem år forinden havde slået den otteårige Conny ihjel i København i 1971. Han døde den 9. januar 2002 i sin celle i Anstalten ved Herstedvester. Dødsårsagen var kræft i bugspytkirtlen. |
| Peter Lundin             | 2000            | Afsoner livstidsdom | 24 år og 265 dage                  | Lundin blev den 5. juli 2000 anholdt og sigtet for tredobbelt drab. Han blev den 15. marts 2001 idømt fængsel på livstid. Lundin afsoner sin livstidsdom i Herstedvester Fængsel i Albertslund. Han har flere gange forsøgt at søge om prøveløsladelse, men har fået afslag hver gang. |